# Petites Sœurs des pauvres
Les Petites Sœurs des pauvres (en latin : Congregationis parvarum Sororum pauperum) forment une congrégation religieuse féminine hospitalière de droit pontifical.

## Historique
La congrégation des Petites Sœurs des pauvres est fondée en 1839 par Jeanne Jugan (1792-1879) qui accueille une vieille aveugle dans sa modeste maison de Saint-Servan-sur-Mer (aujourd'hui rattaché à Saint-Malo) où elle vit avec deux compagnes. Bientôt deux jeunes filles se joignent à elles pour les aider car d'autres femmes âgées demandent à être hébergées. 
Le 1er mai 1846, les sœurs commencent à rédiger un règlement religieux qui s'inspirent de la règle de saint Augustin ainsi que du Tiers-Ordre du Cœur de Marie car Jeanne Jugan est membre de cette association fondée par saint Jean Eudes. Des frères de Saint-Jean-de-Dieu complètent la règle qui est approuvée par l'évêque de Rennes le 29 mai 1852.
L'institut reçoit le décret de louange le 9 juillet 1854 et ses constitutions religieuses sont approuvées le 1er mars 1879 par Léon XIII.
En 2017, la congrégation comptait 2 210 sœurs dans 182 maisons.

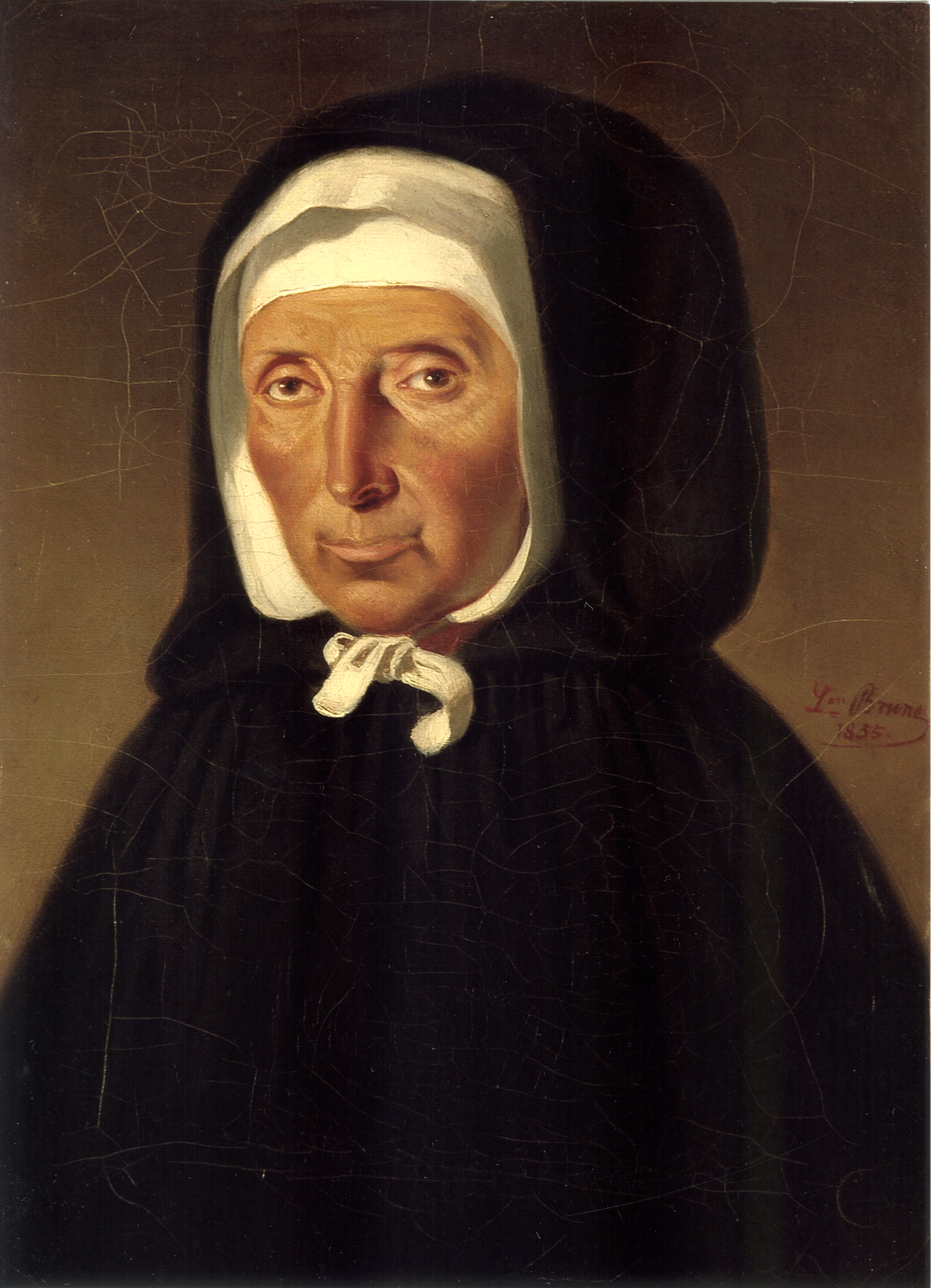
Jeanne Jugan, fondatrice des Petites Sœurs des pauvres.
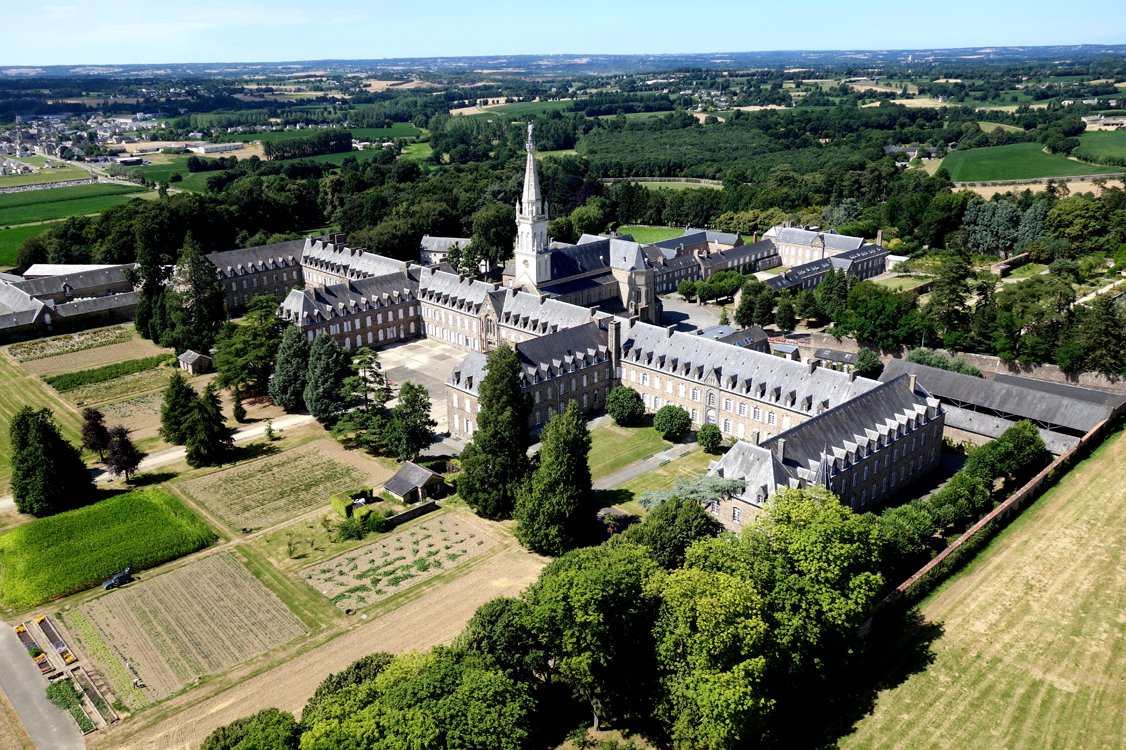
La Tour St Joseph, maison-mère des Petites Sœurs des Pauvres (à Saint-Pern, Ille-et-Vilaine).
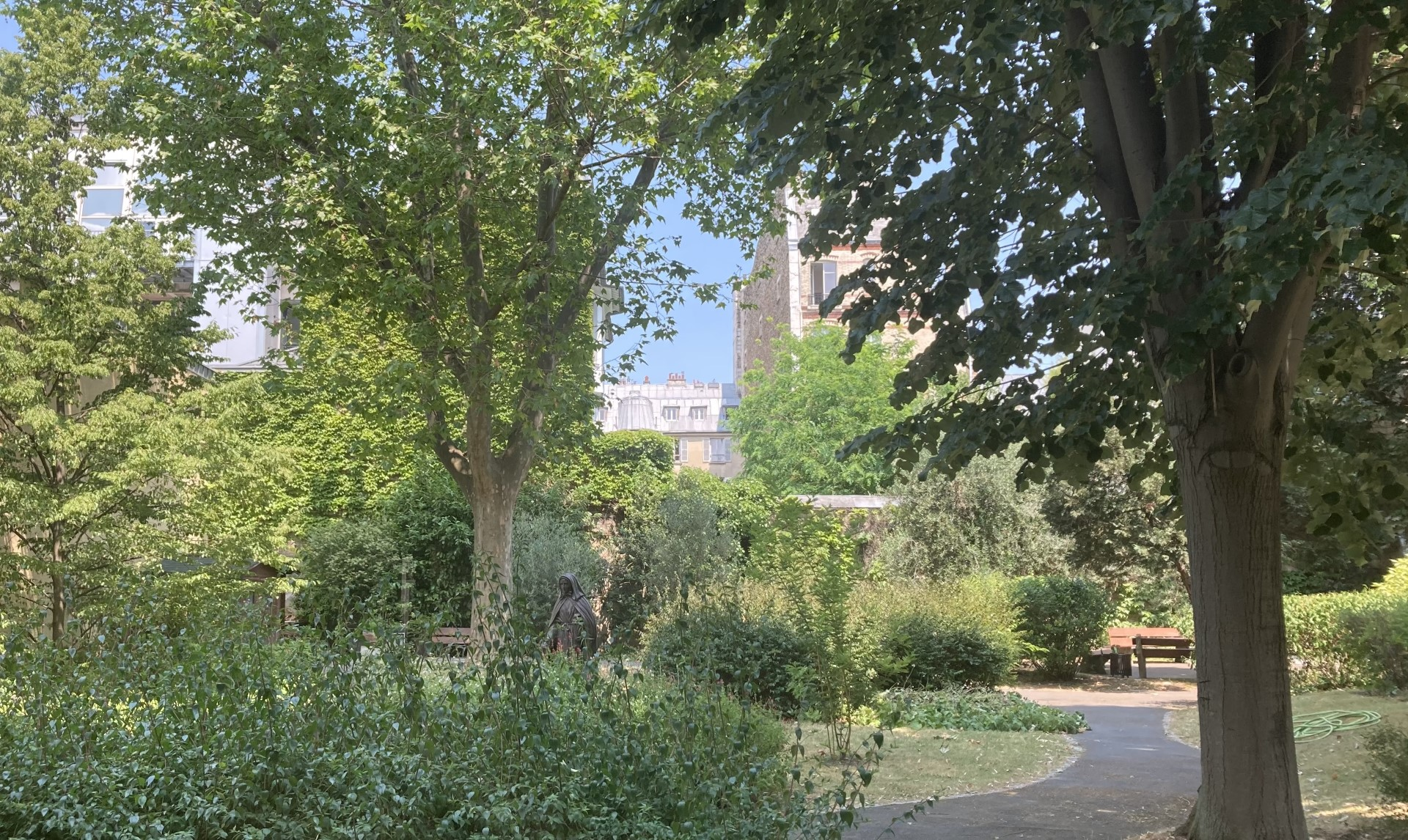
Jardin de la maison de retraite des Petites Sœurs des Pauvres, rue Notre-Dame-des-Champs à Paris.